# JR貨物UV53A形コンテナ

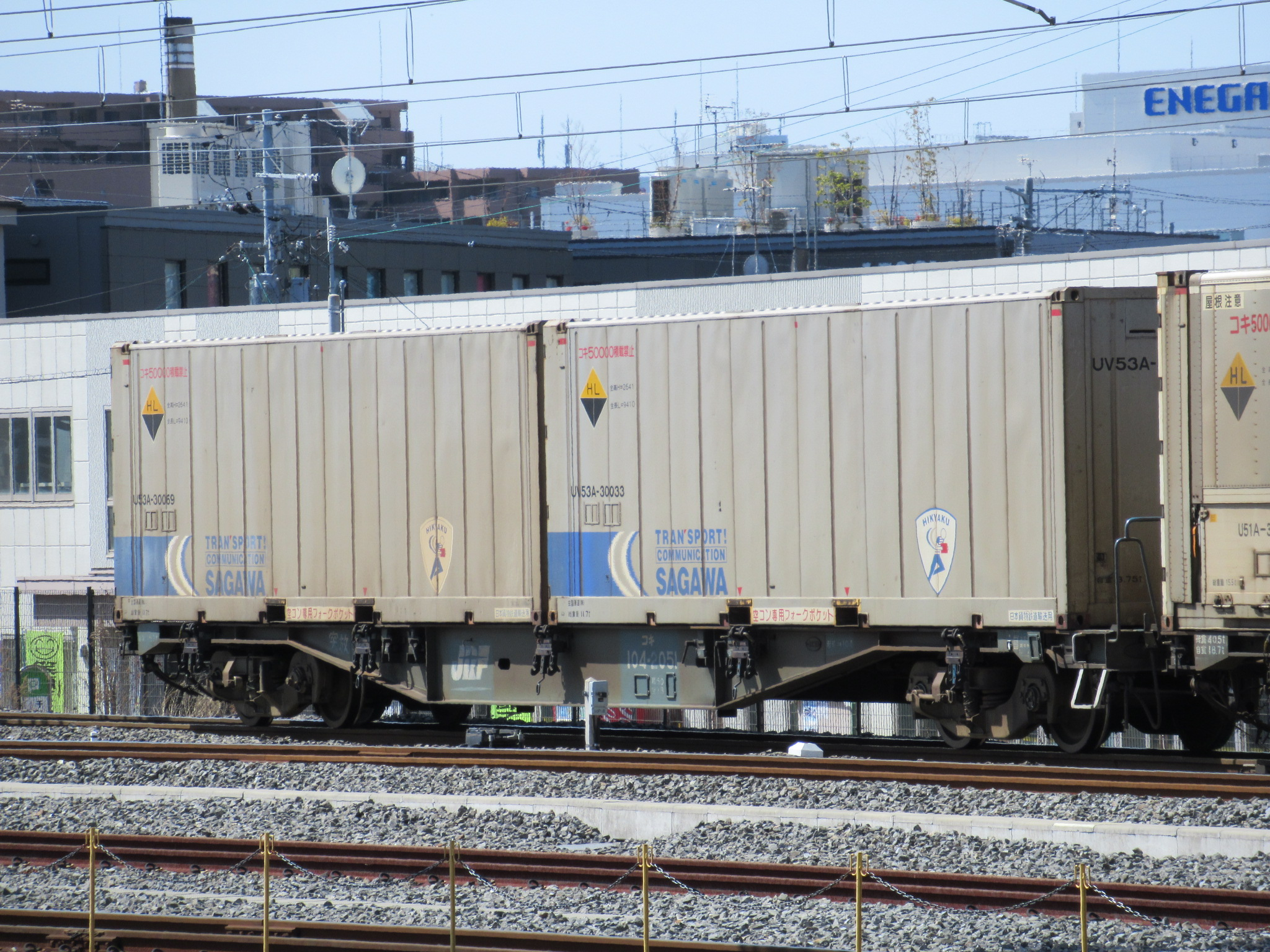
UV53A形を搭載したコキ104-2051

UV53A形コンテナ（UV53A形コンテナ）とは、2010年度に登場した、日本貨物鉄道（JR貨物）輸送用として籍を編入している31ft私有コンテナ（通風コンテナ）である。
形式の数字部位 「 53 」は、コンテナの容積を元に決定される。このコンテナ容積53m3の算出は、厳密には端数四捨五入計算の為に、内容積52.5 - 53.4m3の間に属するコンテナが対象となる。
また形式末尾のアルファベット一桁部位「A」は、コンテナの使用用途（主たる目的）が「普通品の輸送」を表す記号として付与されている。

## 番台毎の概要

### 30000番台

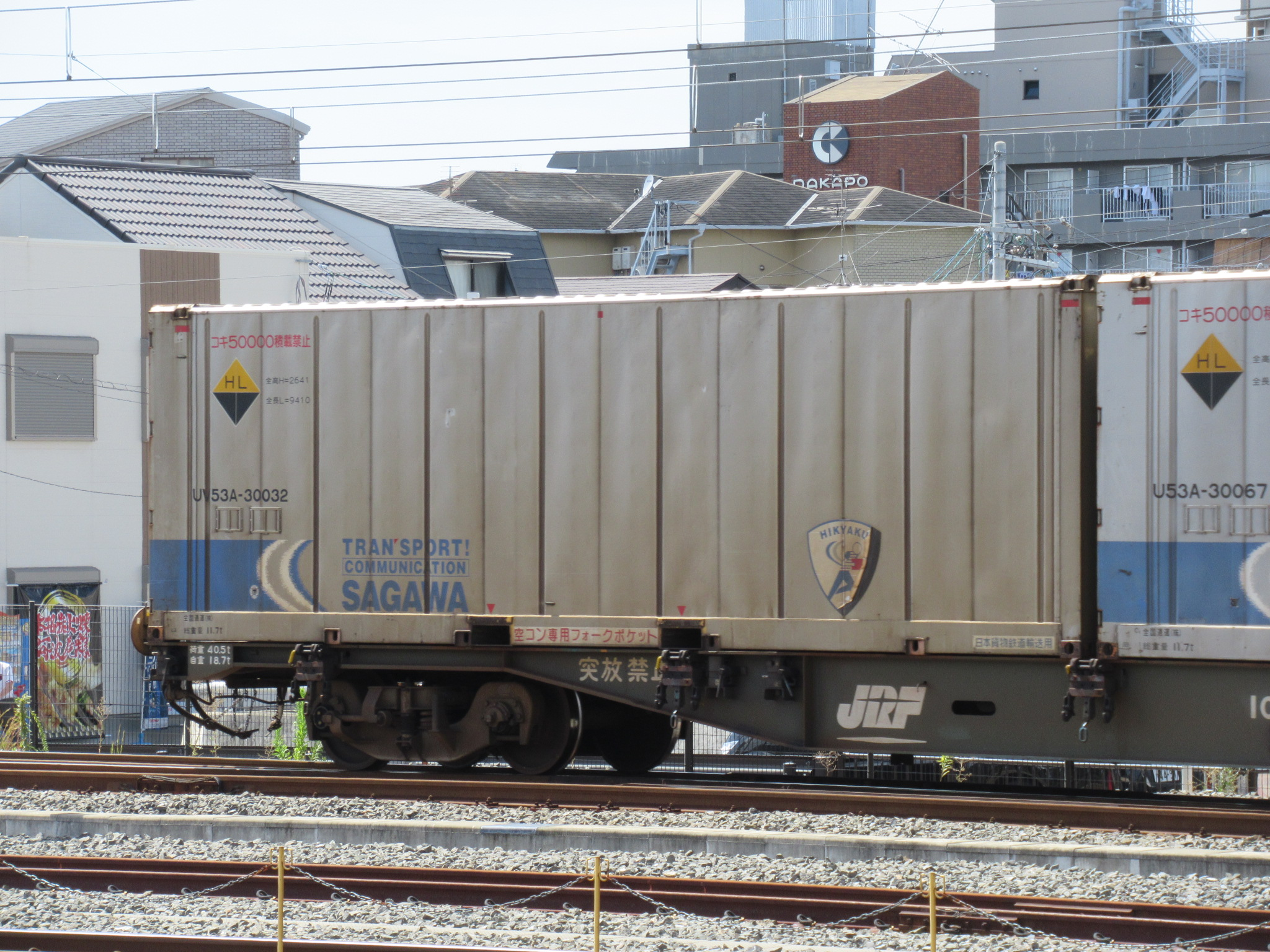
UV53A-30032 全国通運所有（佐川急便借受）

30001 - 30010
全国通運所有（日本フレートライナー借受）、全高2,641mm（規格外）、全長9,410mm（規格外）、総重量11.7t。コキ50000形積載禁止。
30011 - 30035
全国通運所有（佐川急便借受）、全高2,641mm（規格外）、全長9,410mm（規格外）、総重量11.7t。コキ50000形積載禁止。

### 38000番台

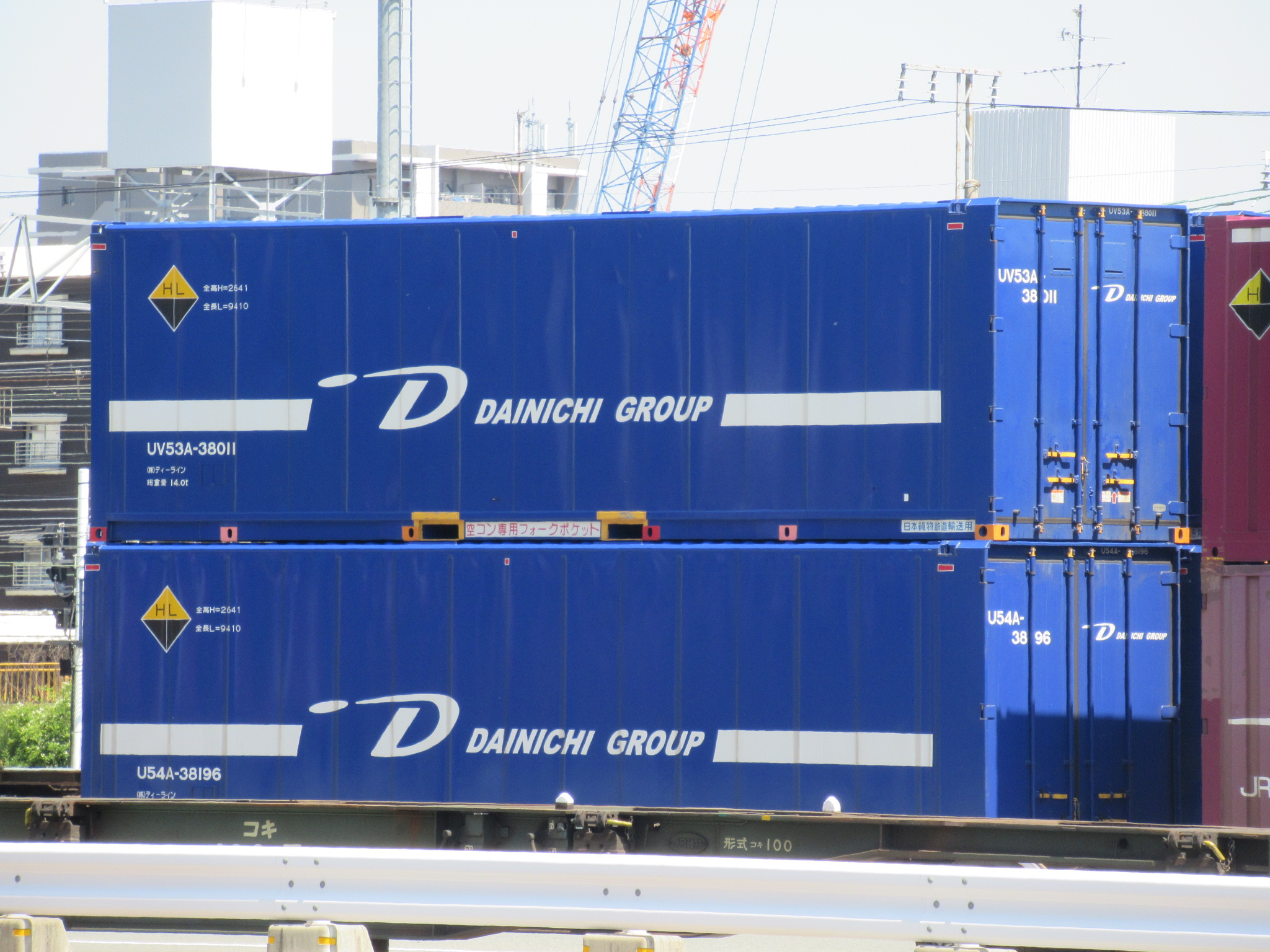
UV53A-38011 ディーライン所有。

38001 - 38010
ロードリーム札幌所有、全高2,641mm（規格外）、全長9,410mm（規格外）、総重量11.7t。